# Sevelen
Sevelen es una comuna suiza del cantón de San Galo, ubicada en el distrito de Werdenberg. Limita al norte con la comuna de Buchs, al este con Vaduz (Liechtenstein) y Triesen (Liechtenstein), al sur con Wartau, y al oeste con Walenstadt y Grabs.

## Transportes
Ferrocarril
Cuenta con una estación ferroviaria en la que efectúan parada trenes regionales.